# Ode Descontínua e Remota para Flauta e Oboé - De Ariana para Dionísio
Ode Descontínua e Remota para Flauta e Oboé - De Ariana para Dionísio é um álbum musical de Zeca Baleiro, lançado em 2005 com o selo Saravá Discos.
O disco literário é composto por canções que foram compostas para musicar a História do amor impossível de Ariana e Dionísio, que faz parte do livro Júbilo, memória, noviciado da paixão, de Hilda Hilst, lançado em 1974. O álbum contou com a participação de diversas cantoras que emprestaram suas vozes para a personagem Ariana. Entre as colaboradoras estavam Ná Ozzetti, Maria Bethânia, Verônica Sabino, Angela Ro Ro e Zélia Duncan.
Segundo Zeca Baleiro, "este disco começou a ser efetivamente gravado em abril de 2003 e levou exatos dois anos para ser concluído.".
Em fevereiro de 2015, este álbum ganhou vida nos palcos num show que teve apresentação única e inédita que Zeca Baleiro fez no Auditório Ibirapuera, em São Paulo.

## Faixas
1. Canção I (Com Rita Ribeiro) - 4:15
2. Canção II (Com Verônica Sabino) - 2:44
3. Canção III (Com Maria Bethânia) - 1:57
4. Canção IV (Com Jussara Silveira) - 3:22
5. Canção V (Com Ângela Ro Ro) - 4:30
6. Canção VI (Com Ná Ozzetti) - 4:45
7. Canção VII (Com Zélia Duncan) - 3:08
8. Canção VIII (Com Olívia Byington) - 3:30
9. Canção IX (Com Mônica Salmaso) - 3:24
10. Canção X (Com Ângela Maria) - 3:32